# Sphenomorphus sarasinorum
Espèce
Synonymes
- Lygosoma sarasinorum Boulenger, 1897

Sphenomorphus sarasinorum est une espèce de sauriens de la famille des Scincidae.

## Répartition
Cette espèce est endémique de Sulawesi en Indonésie.

## Étymologie
Cette espèce est nommée en l'honneur de Paul Benedict Sarasin et de son cousin Karl Friedrich Sarasin.

## Publication originale
- Boulenger, 1897 : A catalogue of the reptiles and batrachians of Celebes with special reference to the collections made by Drs P & F Sarasin in 1893-1896. Proceedings of the Zoological Society of London, vol. 1897, p. 193-237 (texte intégral).